# Nicolás Cotugno Fanizzi
Nicolás Cotugno Fanizzi (Sesto San Giovanni, 21 settembre 1938) è un arcivescovo cattolico italiano naturalizzato uruguaiano, dall'11 febbraio 2014 arcivescovo emerito di Montevideo.

## Biografia
Nicola Cotugno nasce a Sesto San Giovanni, in provincia ed arcidiocesi di Milano, il 21 settembre 1938, da Giuseppe Cotugno e Ippolita Fanizzi, originari di Monteiasi, in provincia di Taranto.

### Formazione e ministero sacerdotale
Frequenta il noviziato salesiano a Missaglia e, nel 1957, professa i suoi voti nella Società salesiana di San Giovanni Bosco, quindi prosegue gli studi in filosofia e teologia.
Nel 1961 è inviato come missionario fidei donum in Uruguay. Nel 1964 si trasferisce in Cile, dove conclude il baccellierato in teologia.
Il 26 luglio 1967 è ordinato presbitero a La Florida.
Dopo l'ordinazione studia in Belgio, presso l'Università di Lovanio, per ottenere poi un dottorato in teologia dogmatica alla Pontificia Università Gregoriana a Roma.
Nel 1971 rientra in Uruguay e, dopo aver ricoperto diversi servizi per la congregazione salesiana, esercita come docente e rettore presso l'Istituto Teologico dell'Uruguay e come parroco di San Pedro a Montevideo.

### Ministero episcopale

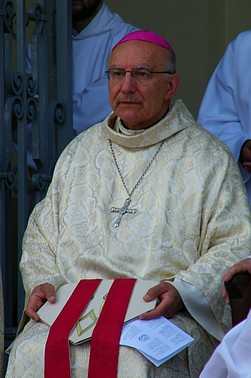
L'arcivescovo durante una celebrazione liturgica, nel 2009.

Il 13 giugno 1996 papa Giovanni Paolo II lo nomina vescovo di Melo; succede a Roberto Cáceres González, precedentemente dimessosi per raggiunti limiti di età. Il 28 luglio seguente riceve l'ordinazione episcopale, nella cattedrale di Melo, dall'arcivescovo Francesco De Nittis, nunzio apostolico in Uruguay, co-consacranti l'arcivescovo di Montevideo José Gottardi Cristelli e il suo predecessore Roberto Cáceres González. Durante la stessa celebrazione prende possesso della diocesi.
Il 18 dicembre successivo è ricevuto in udienza dal presidente della Repubblica Italiana Oscar Luigi Scalfaro.
Il 4 dicembre 1998 lo stesso pontefice lo nomina arcivescovo metropolita di Montevideo; succede a José Gottardi Cristelli, dimessosi per raggiunti limiti di età. Il 20 dicembre prende possesso dell'arcidiocesi, nella cattedrale metropolitana di Montevideo.
Nel 2007 partecipa alla V conferenza episcopale latinoamericana ad Aparecida.
L'11 febbraio 2014 papa Francesco accoglie la sua rinuncia, presentata per raggiunti limiti di età, al governo pastorale dell'arcidiocesi di Montevideo; gli succede Daniel Fernando Sturla Berhouet, fino ad allora vescovo ausiliare della medesima sede. Rimane amministratore apostolico dell'arcidiocesi fino all'ingresso del successore, avvenuto il 9 marzo seguente. Da arcivescovo emerito risiede nel quartiere di Paso de las Duranas, a Montevideo, dove segue le attività della Fraternità contemplativa di Maria di Nazareth.

## Genealogia episcopale e successione apostolica
La genealogia episcopale è:
- Cardinale Scipione Rebiba
- Cardinale Giulio Antonio Santori
- Cardinale Girolamo Bernerio, O.P.
- Arcivescovo Galeazzo Sanvitale
- Cardinale Ludovico Ludovisi
- Cardinale Luigi Caetani
- Cardinale Ulderico Carpegna
- Cardinale Paluzzo Paluzzi Altieri degli Albertoni
- Papa Benedetto XIII
- Papa Benedetto XIV
- Papa Clemente XIII
- Cardinale Marcantonio Colonna
- Cardinale Giacinto Sigismondo Gerdil, B.
- Cardinale Giulio Maria della Somaglia
- Cardinale Carlo Odescalchi, S.I.
- Cardinale Costantino Patrizi Naro
- Cardinale Lucido Maria Parocchi
- Papa Pio X
- Papa Benedetto XV
- Papa Pio XII
- Cardinale Eugène Tisserant
- Papa Paolo VI
- Cardinale Agostino Casaroli
- Arcivescovo Francesco De Nittis
- Arcivescovo Nicolás Cotugno Fanizzi, S.D.B.

La successione apostolica è:
- Vescovo Martín Pablo Pérez Scremini (2004)
- Vescovo Milton Luis Tróccoli Cebedio (2009)
- Vescovo Alberto Sanguinetti Montero (2010)
- Cardinale Daniel Fernando Sturla Berhouet, S.D.B. (2012)